# أرتوراس جومانتاس
أرتوراس جومانتاس (بالليتوانية: Artūras Jomantas)‏ مواليد 4 مايو 1985 في الجمهورية الليتوانية السوفيتية الاشتراكية، هو لاعب كرة سلة ليتواني. بدأ مسيرته الاحترافية في سنة 2003. يلعب في الدوري الليتواني لكرة السلة. يحمل الرقم 21. يبلغ طوله 6 قدم 6.75 بوصة (2.0 م).

## المسيرة الاحترافية
لعب مع شياولياي من سنة 2004 إلى 2006، ثم لعب مع ليتوفوس رايتس من سنة 2006 إلى 2013، ثم لعب مع شياولياي في موسم 2015–2016.

## إحصائيات المسيرة

### الدوري الأوروبي
| السنة   | الفريق        | لعب | بدأ | دقيقة | ميداني% | ثلاثية | حرة   | ارتداد | صنع | استلاب | تصدي | نقطة | أداء |
| ------- | ------------- | --- | --- | ----- | ------- | ------ | ----- | ------ | --- | ------ | ---- | ---- | ---- |
| 2007–08 | ليتوفوس رايتس | 20  | 7   | 23.0  | .529    | .429   | .717  | 4.1    | 1.7 | 1.1    | .2   | 6.3  | 8.3  |
| 2009–10 | ليتوفوس رايتس | 10  | 10  | 32.1  | .571    | .294   | .727  | 4.7    | 2.8 | 1.5    | .1   | 9.5  | 11.5 |
| 2010–11 | ليتوفوس رايتس | 12  | 5   | 16.4  | .412    | .214   | .750  | 2.2    | 1.0 | .4     | .1   | 2.4  | 2.5  |
| 2012–13 | ليتوفوس رايتس | 3   | 3   | 25.0  | .250    | .286   | .1000 | 4.0    | 1.0 | .7     | .0   | 4.0  | 6.3  |

## روابط خارجية
- أرتوراس جومانتاس على موقع الاتحاد الدولي لكرة السلة (الإنجليزية)
- أرتوراس جومانتاس على موقع الدوري الأوروبي لكرة السلة (الإنجليزية)
- أرتوراس جومانتاس على موقع كرة السلة الأوروبية.كوم (الإنجليزية)
- أرتوراس جومانتاس على موقع ريلجم (الإنجليزية)
- أرتوراس جومانتاس على موقع بروبوليرز (الإنجليزية)
- أرتوراس جومانتاس على موقع سبورتس رفرنس (الإنجليزية)